# 姚朋
姚朋（1926年2月20日—2025年7月1日），字尚友，筆名彭歌、余龍、隱公，籍貫河北宛平，生於天津，臺灣新聞界人物與作家，曾任《台灣新生報》副社長兼總編輯、《中央日報》社長、《香港時報》董事長。擔任過中華民國筆會會長，獲中國文藝獎章、中山文藝獎、國家文藝獎，第三屆星雲真善美新聞傳播獎華人世界終身成就獎得主。

## 生平
- 1926年2月20日（農曆正月初八）[1]出生於天津英租界[2]:82。
- 1949年，自南京的國立政治大學新聞學系畢業，至武昌一家報紙服務，開始發表小說。因國共內戰，隨中華民國政府至台灣，進入《台灣新生報》，擔任記者。
- 1951年，開始擔任《自由談》雜誌編輯，時間長達15年。
- 1953年，10月出版首部長篇小說《殘缺的愛》。
- 1956年，進入政大新聞研究所，於1958年獲新聞學碩士。
- 1960年，姚朋至美國留學，於美國南伊利諾大學取得新聞學碩士，於伊利諾大學香檳分校取得圖書館學碩士。
- 1964年，升任《台灣新生報》副社長兼總編輯。1968年開始撰寫《聯合報》副刊專欄〈三三草〉。
- 1972年，任《中央日報》總主筆。
- 1974年，9月應聘台大圖書館系副教授，仍任《中央日報》總主筆，不支薪。
- 1977年，8月17日開始，姚朋撰寫的〈不談人性，何有文學〉在《聯合報》副刊連續刊載三天，被認為是台灣鄉土文學論戰的開端[3]。
- 1979年2月，回任《中央日報》副社長兼總主筆，辭台大教職。
- 1981年，升任《中央日報》社長兼發行人。
- 1986年底，年底許信良企圖闖關回台，發生桃園機場事件。根據歐陽醇日記，當時國民黨文工會主任宋楚瑜指示媒體低調處理，《中央日報》依指示淡化處理了中正機場事件滋擾案，但隸屬國防部的《青年戰士報》（《青年日報》的前身）則大幅報導，批評許信良及支持群眾。國民黨主席蔣經國認為《中央日報》未盡職責，姚朋因此請辭《中央日報》社長與總主筆，《中央日報》相關人員共17人遭懲處與調職，其中包括總編輯王端正，為中央日報調職事件[4]。姚朋後來被安排擔任《香港時報》董事長，在此退休。

## 家庭
其妻徐士芬，兩人為南京的國立政治大學同學，於1949年7月12日在長沙結婚。婚後兩人一同逃難來到台灣，一同進入《台灣新生報》。

## 作品

### 小說

#### 長篇小說
- 《殘缺的愛》，臺北：自由中國社，1953年10月
- 《落月》，臺北：自由中國社，1956年8月
- 《流星》，臺北：中國文學社，1956年8月
- 《尋父記》，臺北：明華書局，1959年4月
- 《在天之涯》，高雄：長城出版社，1963年10月
- 《從香檳來的》，臺北：三民書局，1970年6月

#### 中篇小說
- 《煉曲》，臺北：明華書局，1959年1月
- 《歸人記》，香港：亞洲出版社，1959年7月
- 《花落春猶在》張英超圖，香港：中外文化公司，1961年9月
- 《惆悵夕陽》，臺北：三民書局，2009年10月

#### 短篇小說集
- 《昨夜夢魂中》，香港：亞洲出版社，1956年3月
- 《過客》，香港：友聯出版社，1957年1月
- 《象牙球》，臺北：光啟出版社，1959年9月
- 《辭山記》，臺北：暢流半月刊社，1960年7月
- 《道南橋下》，香港：中外畫報社，1960年
- 《彭歌自選集─短篇小說》，臺北：臺灣中華書局，1972年4月
- 《Ｋ先生去釣魚》，臺北：華欣文化中心，1972年6月
- 《微塵》，臺北：中央日報社，1984年3月
- 《黑色的淚》，臺北：中央日報社，1989年5月

### 散文
- 《書香》，臺北：仙人掌出版社，1968年8月
- 《新聞圈》，臺北：仙人掌出版社，1969年3月
- 《書中滋味》，臺北：三民書局，1969年5月
- 《青年的心聲》，臺北：三民書局，1969年10月
- 《萊茵河之旅》，臺北：仙人掌出版社，1969年11月
- 《奇特與平凡》，臺北：仙人掌出版社，1969年12月
- 《天涯孤棹還》，臺北：弘毅出版社，1970年1月
- 《取者和予者》，臺北：三民書局，1970年3月
- 《暢銷書》，臺北：三民書局，1970年5月
- 《英雄們》，臺北：晨鐘出版社，1970年10月
- 《祝善集》，臺北：三民書局，1970年11月
- 《筆之會》，臺北：三民書局，1971年5月
- 《觀美草》，臺北：晨鐘出版社，1971年6月
- 《書的光華》，臺北：三民書局，1971年12月
- 《回春詞》，臺北：三民書局，1972年5月
- 《愛爾蘭手記》，臺北：大地出版社，1972年6月
- 《風雲裡》，臺北：驚聲文物供應公司，1973年3月
- 《雙月樓說書》，臺北：臺灣學生書局，1973年3月
- 《讀書與行路》，臺北：三民書局，1973年4月
- 《種樹的心情》，臺北：正中書局，1973年11月
- 《自信與自知》，臺北：三民書局，1974年1月
- 《致被放逐者》，臺北：三民書局，1974年11月
- 《彭歌自選集》，臺北：黎明文化公司，1975年5月
- 《成熟的時代》，臺北：聯合報社，1976年6月
- 《孤憤》，臺北：聯合報社，1976年9月
- 《筆掠天涯》，臺北：遠景出版公司，1977年3月
- 《回憶的文學》，臺北：聯合報社，1977年9月
- 《戲與人生》，臺北：九歌出版社，1978年7月
- 《不談人性，何有文學》，臺北：聯合報社，1978年9月
- 《書與讀書》，臺北：純文學出版社，1979年5月
- 《作家的童心》，臺北：聯合報社，1979年11月
- 《筆花》，臺北：中央日報社，1980年4月
- 《永恆之謎》，臺北：聯合報社，1980年12月
- 《猛虎行》，臺北：聯合報社，1981年11月
- 《夢中憂患尚如山》，臺北：中央日報社，1983年3月
- 《愛與恨》，臺北：中央日報社，1985年12月
- 《生命與創作》，臺北：中央日報社，1986年6月
- 《一夜鄉心》，臺北：九歌出版社，1988年7月
- 《水流如激箭》，臺北：聯經出版公司，1989年12月
- 《風雲起》，臺北：聯經出版公司，1991年12月
- 《追不回的永恆》，臺北：三民書局，1994年10月
- 《三三草》，臺北：聯經出版公司，1994年10月
- 《釣魚臺畔過客》，臺北：三民書局，1996年4月
- 《說故事的人》，臺北：三民書局，1998年1月
- 《在心集》，臺北：三民書局，2003年5月
- 《憶春臺舊友》，臺北：九歌出版社，2009年12月

### 論述
- 《文壇窗外》，臺北：文星書店，1964年7月
- 《新聞文學》，臺北：臺北市新聞記者公會，1965年9月
- 《新聞學研究》，臺北：臺灣商務印書館，1967年7月
- 《小小說寫作》，臺北：蘭開書店，1968年6月
- 《知識的水庫》，臺北：純文學出版社，1969年4月
- 《雙月樓說書》，臺北：臺灣學生書局，1973年3月
- 《愛書的人》，臺北：純文學出版社，1974年5月
- 《當前文學問題總批判》，臺北：中華民國青溪新文藝學會，1977年
- 《新聞三論》，臺北：中央日報社，1982年4月
- 《文學與社會》，臺北蘆洲：空中大學，1987年

### 傳記
- 《徐錫麟》，臺北：金蘭出版，1985年
- 《自強之歌》，臺北：三民書局，2015年2月

### 翻譯
- 《改變歷史的書》，唐斯撰，彭歌譯，臺北：純文學出版社，1968年7月[5]
- 《權力的滋味》，(捷克)穆納谷撰，彭歌譯，臺北：純文學出版社，1969年[6]
- 《改變美國的書》，唐斯撰，彭歌譯，臺北：純文學出版社，1971年[7]
- 《人生的光明面：積極思想的驚人效果》，皮爾著，彭歌譯，臺北：純文學出版社，1972年10月[8]
- 《天地一沙鷗》，巴哈撰，彭歌譯，臺北：中央日報社，1973年[9]
- 《熱心人》，皮爾著，彭歌譯，臺北：純文學出版社，1975年12月[10]
- 《蕭莎》，以撒‧辛格著，彭歌譯，臺北：大地出版社，1979年[11]
- 《夏日千愁》，甘寧撰，彭歌譯，臺北：皇冠出版社，1981年[12]
- 《積極思想的驚人效果》，皮爾著，彭歌譯，臺北：九歌出版社，2003年[8]

### 合著
- 《三島由紀夫之死》，姚朋等撰，臺北：大江出版社，1980年